# Eupithecia dayensis
Eupithecia dayensis är en fjärilsart som beskrevs av Claude Herbulot 1983. Eupithecia dayensis ingår i släktet Eupithecia och familjen mätare. Inga underarter finns listade i Catalogue of Life.